# エテモン
エテモンは
1. デジタルモンスターシリーズに登場する架空の生命体・デジタルモンスターの一種。
2. テレビアニメ・『デジモンアドベンチャー』の登場人物。
3. テレビアニメ・『デジモンクロスウォーズ』の登場人物。

## 概要
Ver.3から登場。週刊少年ジャンプのデジモンコーナー「週刊デジ聞」でサルの着ぐるみを着て全国を周り各地の子供たちと対戦し人気を博していた「デジモンキー」をベースに制作されたデジモン。以降デジモンキーはこのデジモンを使うようになり、このデジモンの関連種が発表されるにつれて着ぐるみの色を変化させていくようになる。同じく実在のデジモン関係者をモデルにしたボルケーモンとはライバルであるという設定が後に明らかになった。
名前の由来は「猿公（えてこう）」。

## 種族としてのエテモン
突如としてデジタルワールドに出現した正体不明のパペット型デジモン。自称「キング・オブ・デジモン」を名乗るが、その実力は決してはったりとは言えず、侮れない。
腰にもんざえモンのパペットを付けており、もんざえモンを陰で操っていると噂される、あらゆる攻撃に耐える強化サルスーツに身を包み、果てることのない戦いのため今日も全世界を飛び回っている。
メタルエテモン、キングエテモンといった進化種も存在する。

### 基本データ
- 世代/完全体
- タイプ/パペット型
- 属性/ウィルス
- 必殺技/ラブセレナーデ、ダークスピリッツ
- 得意技/モンキック
- 装備/強化サルスーツ
- 勢力/アンノウン

必殺技
ラブ・セレナーデ
握りしめたマイクで、大声で歌をがなり立て、聴いた敵のハートを切なくさせ、戦う気力を消失させる。
ダークスピリッツ
触れるものを全て消滅させる黒い球体。

### 亜種・関連種・その他
- もんざえモン
- ボルケーモン
- スカモン
- メタルエテモン
- キングエテモン

## 登場人物としてのエテモン
エテモンキー
漫画『デジモンアドベンチャーVテイマー01』に登場した個体。頭部がリーゼントのようになっており黒革のジャケットを着込み、マイクスタンドを得物にしている。初期はデーモン軍のNO.2であり、デーモンの配下として100%コンビを監視していたが、次々とVテイマータグを奪われ、新たに軍門に降ったネオに抹殺される。デーモン軍に在籍した理由は、人間界への扉を開いてこどもと一緒に遊びたかったためで、実は100%コンビを倒すつもりがなかった。タグを奪われ続けたのもそのためである。

### デジモンアドベンチャー
声優は増谷康紀。作品中での第2ボス。サーバ大陸で最新メカで作られた黒いケーブルのネットワークを展開し、ティラノモンやモノクロモン、ガジモンなどを操っていた。オカマ口調で喋り、一人称は「アチキ」。ノリがよく騒がしい性格だが、傲慢かつ傍若無人な暴君で、部下からの信頼は薄い。しかしそれを引いて余り有るほどの高い戦闘能力を持っており、成熟期のデジモン程度では数体掛かりでも勝負にならず、同じ完全体のデジモンであるナノモンさえたやすく倒すほどであった。ナノモンが自力で突破できなかった封印も一撃で砕くことができる。さらに必殺技・ラブ・セレナーデの歌声は聞いたデジモンの戦う気力を抜けさせ、パートナーデジモンたちの進化（成熟期未満）を差し戻してしまう効果があった。一度倒したナノモンを殺すことなくダークネットワークの管理に利用したり、子供たちの行動からナノモンの逃亡先を悟るなど、知恵が回る面もある。
しかしスカルグレイモン（太一の間違った勇気による暗黒進化）の暴走によるダークネットワークの破損や、密かに自己修復していたナノモンの暗躍もあり、子供たちを逃がし続ける。最終的に相討ちを狙うナノモンによりダークネットワークの中枢に取り込まれかけたが、逆にそれと一体化し（PSPゲーム版ではエテモンカオスと呼ばれる）、空間さえ歪めるパワーで子供たちに襲い掛かった。だが、太一の正しい勇気と紋章の力で超進化を遂げたメタルグレイモンに圧倒され聖なる力を纏ったギガデストロイヤーの一撃により敗北し、次元の歪みに飲み込まれ暗黒の世界へと送られる（同時に飲み込まれた太一とメタルグレイモンは現実世界に飛ばされた）。
かくして死亡したかに見えたが、その暗黒の世界で自らの破壊と再生を繰り返した結果、終盤にて究極体であるメタルエテモンへと進化を遂げてデジタルワールドへと飛来して戻って来た。全身をクロンデジゾイドメタルでフルコーティングされた肉体は同じ究極体であるピノッキモンのブリットハンマーをたやすく跳ね返し、サーベルレオモンを圧倒する戦闘力を持つ。
選ばれし子供たちへの復讐のため猛追を掛け、ピノッキモンと小競り合いを起こした後にサーベルレオモンにも致命傷を与えたが、油断と慢心が仇となりズドモンが装備する同じクロンデジゾイド製のトールハンマーを投げ飛ばすハンマーブーメランを受けてコーティングが破壊され、その傷をサーベルレオモンのネイルクラッシャーに撃ち抜かれて敗北し、自分の敗北を認めないまま消滅した。

#### 楽曲
ラブセレナーデ（エテモンのテーマ）
「デジモンアドベンチャー 好敵手キャラソングファイル」に収録されている。作曲・有澤孝紀、作詞・鈴木浩之。

### デジモンフロンティア
第11話にて占い師の村の住民として登場。

### デジモンクロスウォーズ
シノビゾーンでシュリモンの部下として複数登場。声は親分のみ幸野善之（日本語版）、リチャード・エプカー（英語版）。初めは崖から落ちたゼンジロウを助けたりと、良い奴の振りをしていたが、アカリとネネがコードクラウンを手に入れた直後に本性を現した。被り物の下に忍び装束を着ていた。バリスタモンとバステモンがデジクロスしたバリバステモンの攻撃で岩が頭に当たり、その隙にスターソードを装備したシャウトモンに倒された。
今作ではサングラスの下の目や被り物を脱ぐシーンが見られる。
その後は第2期第24話（通算第54話、第2期最終話）で復活し、元々は善良なデジモンであったと示唆されている。

### デジモンアドベンチャー:
声優は初代と同じく増谷康紀だが、本作品では善良なデジモンになっている。

### デジモンワールド デジタルカードバトル
フーガモンと共にファクトリアルタウンのファクトリーでカードを偽造し売りさばいていた。主人公とのバトルに負けてからは、とある2枚のカードを最後に偽造はやめさせられた。のちにファクトリーでトイレットペーパーの製造にも協力している。アニメ版と同じくオカマ口調で喋り、「悪の花道」というデックを使用する。